# Gogangra viridescens
Gogangra viridescens е вид лъчеперка от семейство Sisoridae.

## Разпространение
Видът е разпространен в Индия (Асам, Бихар, Западна Бенгалия, Пенджаб и Утар Прадеш).